# Giorgio II di Cachezia
Giorgio II di Cachezia, in georgiano გიორგი I?, noto anche come George il Crudele, il Matto o il Demonio (Tbilisi, 1464 – Tbilisi, 1513), è stato re di Cachezia dal 1511 al 1513.

## Biografia
Giorgio era il figlio primogenito di re Alessandro I di Cachezia e di sua moglie, la regina Ana. Dalle cronache a lui contemporanee viene descritto come estremamente ambizioso e perennemente in conflitto col padre pacificatore, insistendo perché quest'ultimo muovesse guerra al Regno di Cartalia. Egli era inoltre sospettoso del fratello minore, Demetrio, che Alessandro aveva incaricato di importanti missioni diplomatiche presso lo scià persiano Ismail I.
Il 27 aprile 1511, Giorgio finì con l'assassinare Alessandro e fece accecare Demetrio, ottenendo così per sé la corona. Immediatamente dopo la sua ascesa al trono, Giorgio II organizzò una spedizione contro la Cartalia e tentò di deporre re Davide X. Il fratello di Davide, Bagrat I, principe di Mukhrani, che riuscì a difendere strenuamente il regno, era già stato ricompensato col possedimento del castello di Mukhrani, fondando la dinastia dei Bagration-Mukhraneli. Nel 1513, Giorgio II fece una nuova incursione in Cartalia, ma venne nuovamente sconfitto e catturato dagli uomini di Bagrat. Giorgio venne posto nel castello di Mtveri dove morì poco dopo. La Cachezia venne annessa per breve tempo alla Cartalia.

## Famiglia
Giorgio aveva sposato Elena Irubakidze-Cholokashvili (m. 1532), dalla quale ebbe tre figli:
- Leone (1503–1574)
- Principessa Khvaramze (m. 1528), che sposò Vakhtang, fratello di re Bagrat III d'Imerezia
- Principessa Mariam (m. 1555)